# Kielnarowa
Kielnarowa – wieś w Polsce położona w województwie podkarpackim, w powiecie rzeszowskim, w gminie Tyczyn.
| SIMC    | Nazwa      | Rodzaj    |
| ------- | ---------- | --------- |
| 0665969 | Czerwonki  | część wsi |
| 0665975 | Działy     | część wsi |
| 0665981 | Królka     | część wsi |
| 0665998 | Obszary    | część wsi |
| 0666006 | Potoki     | część wsi |
| 0666012 | Wólka      | część wsi |
| 0666035 | Zagonianka | część wsi |
| 0666029 | Za Wodą    | część wsi |

W latach 1954–1959 wieś należała i była siedzibą władz gromady Kielnarowa, po jej zniesieniu w gromadzie Tyczyn. W latach 1975–1998 miejscowość administracyjnie należała do województwa rzeszowskiego.
Miejscowość jest siedzibą parafii Wniebowstąpienia Pańskiego, należącej do dekanatu Tyczyn, diecezji rzeszowskiej.